# Charleston Symphony Orchestra
La Charleston Symphony Orchestra (CSO) è la più grande orchestra residente in Carolina del Sud ed esegue la maggior parte dei suoi concerti nel centro di Charleston al Gaillard Center. 
La stagione degli spettacoli dell'orchestra è composta da serie di capolavori, musica popolare e musica da camera, insieme a numerosi concerti speciali che mostrano un'ampia gamma di repertorio che spazia da alcune delle più amate opere classiche alla musica nuova vibrante, opere corali, opere liriche e collaborazioni con compositori e artisti di fama mondiale. Inoltre è possibile assistere agli spettacoli della CSO in luoghi più piccoli nella comunità, con l'esecuzione di concerti da camera più piccoli durante l'anno presso club house, chiese e luoghi privati.

## Storia
L'orchestra fu fondata nel 1936 da Miss Maude Winthrop Gibbon e dalla signora Martha Laurens Patterson. Attualmente impiega 24 musicisti a tempo pieno. La missione della CSO è di ispirare e coinvolgere la comunità attraverso eccezionali spettacoli musicali e programmi educativi.
David Stahl, ex direttore musicale, che ha studiato con Leonard Bernstein ed era noto per la sua interpretazione delle opere di Mahler, fu direttore musicale e direttore d'orchestra per 27 anni, dal 1984 fino alla sua morte, il 24 ottobre 2010, per linfoma. A Stahl viene riconosciuto di aver elevato l'Orchestra ad un programma di livello mondiale. Il 21 novembre 2015 la CSO ha dedicato il podio del suo direttore al Maestro Stahl.
Nell'aprile 2012 la CSO lanciò una ricerca a livello mondiale per un nuovo direttore musicale in sostituzione del compianto David Stahl. Il Maestro Ken Lam fu nominato direttore musicale della CSO nel 2014 e ha iniziato la sua prima stagione completa con l'orchestra nel settembre del 2015.
Il Maestro Lam è il destinatario del Global Achievement Award dell'Università Johns Hopkins nel 2015 e ricopre anche il ruolo di direttore musicale dell'Illinois Symphony Orchestra. Il signor Lam gode di un'attiva carriera nazionale e internazionale con le recenti apparizioni come direttore con l'Orchestra Sinfonica di Cincinnati, l'Orchestra Sinfonica di Detroit, la National Symphony Orchestra, l'Orchestra Sinfonica delle Hawaii, l'Hong Kong Sinfonietta, la Filarmonica di Hong Kong e al Festival di Spoleto negli Stati Uniti, al Lincoln Center Festival e al Luminato Festival a Toronto. Per saperne di più sul Maestro Lam, visitare la pagina del direttore musicale della CSO. Nell'estate Ken è direttore residente del Brevard Music Center nella Carolina del Nord e mantiene le sue connessioni nella sua nativa Hong Kong come direttore artistico di Hong Kong Voices. Precedentemente Ken ha ricoperto posizioni come professore associato e direttore d'orchestra presso la Montclair State University nel New Jersey, assistente direttore dell'Orchestra Sinfonica di Cincinnati e direttore principale della Hong Kong Chamber Orchestra.
L'11 febbraio 2012 al Masterworks Concert, che comprendeva la Sinfonia n. 7 di Beethoven, la CSO ha eseguito la prima per la Carolina del Sud di un concerto per violino del compositore locale Edward Hart e il primo violino della CSO Yuriy Bekker ha suonato su un inestimabile violino Stradivari del 1686. A questo concerto il Gaillard Municipal Auditorium aveva una capacità del 99%. Questo concerto è diventato il concerto di maggior incasso nella storia dell'organizzazione fino al concerto di Masterworks del 26 e 27 febbraio 2016, con la pianista Sandra Wright Shen. Dal 2010 al 2014 Bekker ha ricoperto il ruolo di direttore artistico esecutivo.
Nel 2016 la CSO ha nominato Yuriy Bekker Principal Pops Conductor a partire dalla stagione 2016/2017.
In risposta al declino dell'interesse per l'educazione artistica, la CSO offre un'ampia gamma di programmi educativi per l'area della contea di Charleston. La CSO serve studenti della scuola materna delle contee di Berkeley, Dorchester e Charleston ed è particolarmente dedita alla collaborazione con le scuole bisognose di assistenza che hanno grandi concentrazioni di studenti a basso reddito. La CSO suona due Concerti per giovani per ogni stagione, conduce corsi di perfezionamento ed esibizioni a scuola ed ha ospitato il Concorso nazionale per giovani artisti nel 2014, 2015 e 2016. La CSO ha interazioni ripetute con circa 30.000 studenti per stagione.

## Direttori musicali
- Ken Lam (2014-)
- David Stahl (1984-2010)
- Lucien DeGroote  (1964-1981)
- Don Mills (1959-1963)
- J. Albert Frecht (1941-1958)
- Tony Hadgi (1936-1940)